# 赤坂エクセルホテル東急
赤坂エクセルホテル東急（あかさかエクセルホテルとうきゅう、英: Akasaka Excel Hotel Tokyu）は、東京都千代田区永田町（赤坂見附）で営業していたホテルである。東急ホテルズのひとつであり、2002年 (平成14年)にそれまでの「赤坂東急ホテル」から改称された。

## 概要
1969年（昭和44年）9月13日、「赤坂東急ホテル」として赤坂見附の外堀通り沿いに開業し、東急ホテルズのブランド再編成に伴い、2002年4月1日、「赤坂エクセルホテル東急」となる。2011年3月31日までは、東京ディズニーリゾート・グッドネイバーホテルでもあった。
入居する建物の賃借契約の終了により、2023年（令和5年）8月31日のチェックアウト・朝食をもって営業を終了し、53年の歴史に幕を下ろした。

### 施設
4階 - 12階にある全487室は高速インターネット接続可能。飲食店、宴会場（営業終了に先立ち、2023年2月1日より受け入れ休止）、東急プラザ 赤坂（ショッピングアーケード）、コンビニエンスストアなどがあった。

## アクセス
- 東京国際空港成田国際空港から東京空港交通のリムジンバスが運行。
- 港区のコミュニティバス「ちぃばす」青山ルートおよび赤坂ルートで「赤坂見附駅」下車。